# Whitendale River
Der Whitendale River ist ein kleiner Fluss im Forest of Bowland, Lancashire, England.  Der Whitendale River entsteht zwischen dem Wolfhole Crag und dem White Hill. Der Whitendale River fließt in südlicher Richtung und bildet durch den Zusammenfluss mit dem Brennand River den River Dunsop.